# اورانینباوم (آلمان)
اورانینباوم (به آلمانی: Oranienbaum) یک منطقهٔ مسکونی در آلمان است که در ارانینباوم-وورلیتس واقع شده‌است. اورانینباوم ۳٬۲۸۰ نفر جمعیت دارد.